# Tito Capobianco

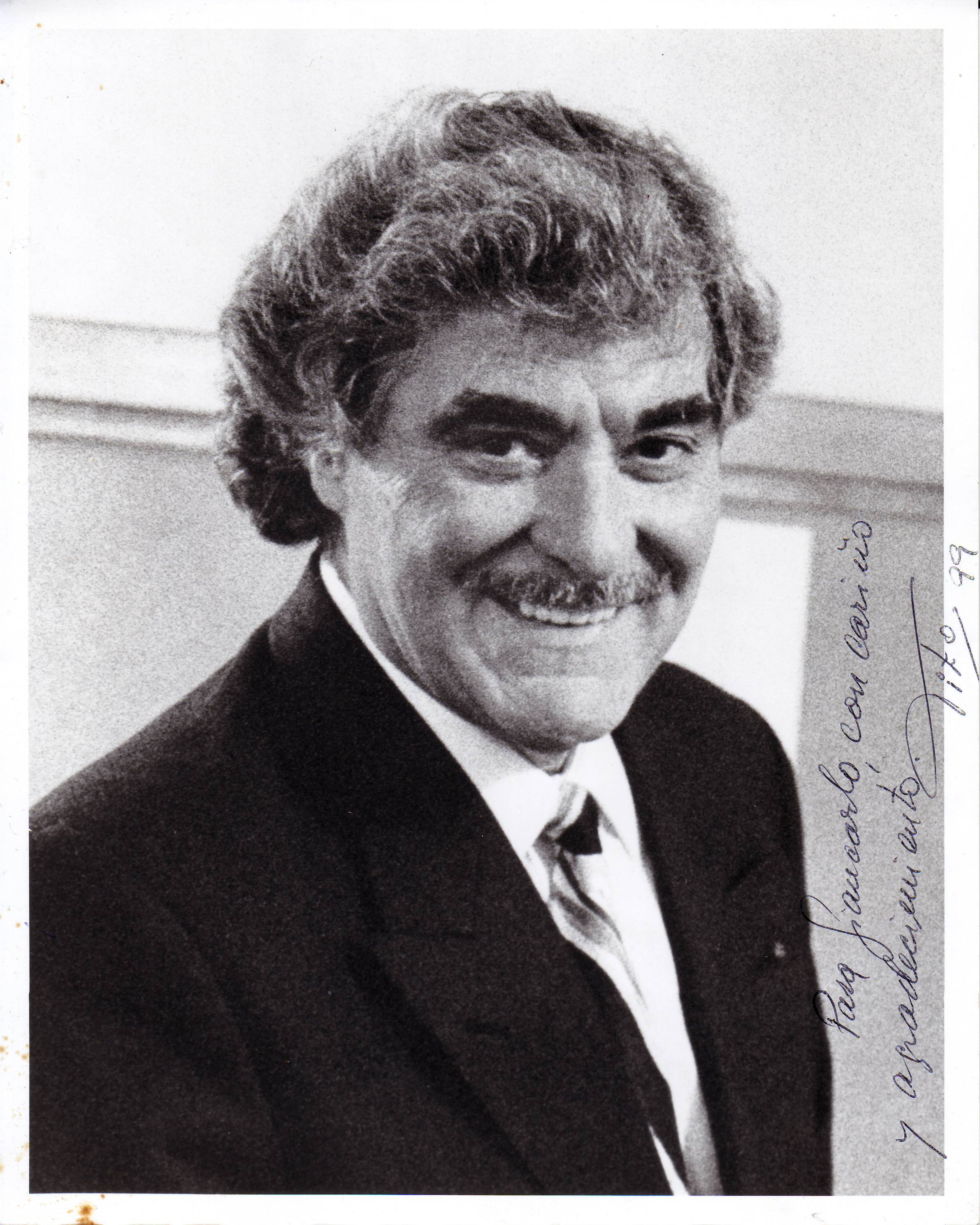

Tito Capobianco (La Plata, 28 de agosto de 1931-Fort Lauderdale, Florida, 8 de septiembre de 2018) fue un director de teatro y ópera argentino. Fue director general de las compañías de ópera de Cincinnati, San Diego y Pittsburgh, director artístico del Teatro Argentino de La Plata (1960-1961) del Teatro Colón de Buenos Aires entre 2004-05.

## Biografía
Hijo de italianos inmigrantes, aspiró a seminarista, barítono, actor y bailarín hasta encontrar su vocación como director de escena lírica. Debutó con Aïda, en el Teatro Argentino de La Plata, en 1953.
Le siguieron Rigoletto (Verdi) en 1954, I Pagliacci (Leoncavallo) en 1955, entre otros. Con su moderna versión de Tosca (Puccini) en 1957, alcanzó su reconocimiento internacional. Alternando su actividad en distintos teatros continuó en La Plata con sus versiones escénicas de La Cenerentola (Rossini) y en 1961 el estreno de “La Santa de Bleecker Street” de Gian Carlo Menotti, acompañando su desempeño como Director Artístico del Teatro Argentino de La Plata (1960 – 1961).
En 1961 fue nombrado director artístico del Cincinnati Opera Festival y luego de la Cincinnati Opera, donde se desempeñó por tres años.
Trabajó en el Teatro Colón, fue aprendiz bajo Wieland Wagner, debutando luego en Estados Unidos con Carmen —con Jean Madeira—, en la Philadelphia Grand Opera Company.
En 1965 debutó en la New York City Opera con Los cuentos de Hoffmann, con Beverly Sills y Norman Treigle. Su carrera en esa casa lírica conoció grandes éxitos como el estreno americano de Don Rodrigo de Alberto Ginastera con Plácido Domingo, Giulio Cesare que hizo de Sills una estrella de la noche a la mañana, El gallo de oro, Manon, Mefistófeles, Lucía de Lammermoor, la trilogía de la reinas de DonizettiRoberto Devereux, María Estuardoy Ana Bolena, además Los puritanos de Escocia, El turco en Italia y el estreno mundial La loca de Gian Carlo Menotti compuesta para Sills sobre la reina Juana.
En 1978 debutó en el Metropolitan Opera con Thaïs también con Sills, regresando en 1984 con Simón Boccanegra con Sherrill Milnes.
En 1989 y 1999, Capobianco recibe el premio como uno de los mejores Directores de Escena por la Fundación Konex, y en el año 2000 el premio al “Mejor Director de la década” por la Asociación Internacional Giacomo Puccini de Nueva York. Ese mismo año se retira de su actividad en Pittsburgh Opera y es reconocido por su trayectoria como director general Emeritus.
En el año 2001 fue declarado “Ciudadano Ilustre” por su ciudad natal, La Plata.
Entre 2004 y 2005 regresó a Argentina como director artístico del Teatro Colón.
Casado con la bailarina Elena Gigi Denda (1931-2011), tuvieron dos hijos, Renato y Danilo.
Falleció el 8 de septiembre de 2018 a los 87 años de edad debido a cáncer de pulmón.

## Director Artístico
- Teatro Argentino La Plata 1960-1961
- Cincinnati Opera Festival, 1961 - 1965

- Cincinnati Opera, 1962 - 1965

- New York City Opera, 1966 - 1976

- San Diego Opera, 1976 - 1983

- Pittsburgh Opera, 1983 - 2000

- Teatro Colón, 2004 - 2005

## Autobiografía
- Tito's Way: The Art of Producing Opera. Branden Books. ISBN 9-780-8283-2651-3.

## Videografía
- Donizetti: Roberto Devereux (Sills, Marsee, J.Alexander, Fredricks; Rudel, 1975)
- Verdi: La traviata (Sills, H.Price, Fredricks; Rudel, 1976)
- Massenet: Manon (Sills, H.Price, Fredricks, Ramey; Rudel, 1977)
- Verdi: Simon Boccanegra (Tomowa-Sintow, Milnes, Plishka; Levine, 1984)